# بهاءالدین مروزی
بهاءالدین ابوبکر محمد بن احمد بن ابوبشر (در برخی نسخه‌ها نامش ابومحمد عبدالجبار بن محمد آمده) ریاضی‌دان، ستاره‌شناس و جغرافی‌دان ایرانی بود که به عربی می‌نوشت و به خَرَقی نیز مشهور است. نام خرق یا خرک احتمالاً اشاره به محلی در نزدیکی مرو در خراسان بزرگ است، چون او به مروزی هم معروف است. وی در سال ۱۱۳۸–۱۱۳۹ میلادی، در مرو درگذشت.
آثار مهم او عبارتند از:
- منتهی الإدراک فی تقسیم الاٴفلاک، در تقسیمات افلاک که توسعه و تکمیل نظریهٴ نجومی ابن هیثم است.
- کتاب التبصرة فی علم الهیئه که رسالهٴ نجومی کوتاه‌تری است.
- الرسالة الشاملة، اثری است که گم شده و دربارهٴ بخشی از حساب بوده به نام «حساب درم و دینار». ابوریحان بیرونی این باره چنین نوشته‌است: «این حسابی است از جبر و مقابله بیرون آورده؛ و گاه گاه شیءهای مجهول بیشتر از یکی باشند. پس لقب و نام باید کردن تا بنیامیزد. گروهی چون هندوان شیءها را گونه دهند و بگویند، شیء ساده و شیء کبود و شیء زرد و شیء سرخ.» (التفهیم الی صناعة التنجیم ص ۵۱، در فرهنگ دهخدا، درآیهٔ حساب درم و دینار) از آنجا که «شیء» در ریاضیات قدیم همان «متغیر» در ریاضیات امروزی است می‌توان نتیجه گرفت که منظور از حساب درم و دینار در واقع معادله‌های چندمجهولی باشد.
- الرسالة المغربیة، که مفقود شده‌است.

## منتهی الادراک
مهم‌ترین تألیفش منتهی‌الادراک در سه مقاله است، که دربارهٔ موضوع‌های زیر بحث می‌کند:
- ترکیب افلاک، حرکت‌شان، و غیره.
- شکل زمین و تقسیم آن به یک بخش مسکون و یک بخش نامسکون، اختلاف طالع و مطلع بر حسب موقعیت جغرافیایی
- تواریخ یا قِرانات، که بیشتر به قِران مشتری و زحل مربوط است.
- ادوار، از قبیل دور قِران یا عود قِران.
کتاب دیگر وی به نام «کتاب التبصره»، کوتاه‌تر است و اساساً در همان زمینه؛ گرچه توصیف دقیق پنج دریا، که در فصل دوم مقالهٴ دوم منتهی‌الادراک دیده می‌شود، در آن نیست.

## نظریهٔ علمی
خرقی به تکمیل نظریه‌ای پرداخت که بر اساس آن سیاره‌ها در دایره‌های موهومی حرکت نمی‌کنند، بلکه در داخل افلاک گردندهٴ جسمانی قرار دارند. این نظریهٴ عجیب پیشتر، توسط ابوجعفر خازن (نیمهٴ دوم سدهٴ دهم میلادی)، و ابن هیثم (نیمهٴ اول سدهٴ یازدهم میلادی) بیان شده بود، تا فرض حرکت در میان اثیر و مشکلات ناشی از آن را حل کند: فشاری در پیش هر سیاره و کمبود فشار یا خلاٴیی در پس آن پدید می‌آید. این نظریه از طریق ترجمه‌های لاتینی و عبری «فی هیئة العالَم» نوشتهٔ ابن‌هیثم در اروپای باختری راه یافت.